# Éditions Jérôme Millon
 (septembre 2024).
Si vous disposez d'ouvrages ou d'articles de référence ou si vous connaissez des sites web de qualité traitant du thème abordé ici, merci de compléter l'article en donnant les références utiles à sa vérifiabilité et en les liant à la section « Notes et références ».
Pour les articles homonymes, voir Millon.
Jérôme Millon est une maison d'édition française, fondée en 1985 et spécialisée dans les ouvrages de philosophie, religion, histoire et préhistoire. Son siège est à Grenoble.

## Histoire
La maison d’édition a été créée en 1985 par Jérôme Millon avec la complicité de Jacques Prunair et Marie-Claude Carrara. En octobre 1985 paraissaient l'Autobiographie de Sœur Jeanne des Anges (Jeanne de Belcier, la supérieure du couvent des Ursulines de Loudun, qui a fasciné la psychiatrie, la littérature et le cinéma) et la Vie de Marie Égyptienne  (suivie de la vie de Saint Siméon Stylite) dans la traduction d’Arnaud d’Andilly, ouvrage préfacé par Jacques Lacarrière (écrivain).
En 2006, à l'occasion de la réédition d'un ouvrage d'Henri Brémond, le journal Le Monde présente les éditions Jérôme Millon.

## Distribution
Après Distique, qui a assuré la distribution jusqu'en 1992, la diffusion et la distribution sont confiées à Harmonia Mundi, puis aux PUF de 1995 à 2000.  Aujourd'hui elles sont assurées par Harmonia Mundi livres en France et en Belgique, par Dimédia au Canada et Servidis en Suisse.

## Collections
Spécialisé en sciences humaines, le catalogue propose ses titres dans différentes collections :
Krisis (fondée par Marc Richir) accueille tant des textes originaux de philosophie que des études critiques, ou historiques, jetant un jour nouveau sur le devenir toujours énigmatique de la pensée et des idées. (Husserl, Fink, Jan Patočka Simondon…) 
Atopia (fondée par Claude Louis-Combet) publie la littérature spirituelle du moyen-âge au XIXe siècle, d'inspiration chrétienne, dans sa ligne orthodoxe et dans ses marginalités, hérétiques ou contestataires. (Hildegarde de Bingen, Pétrarque, Mme Guyon…) 
Golgotha (fondée par François Angelier) publie les textes d’écrivains catholiques du XIXe et début XXe s. (Huysmans, Bloy…) 
Nomina (fondée par Christophe Carraud) remet au jour des textes capitaux de la tradition de la lecture. (Dante, Zambrano) 
Horos (fondée par Marie-Laurence Desclos) publie des ouvrages sur l’Antiquité gréco-latine.
Mémoires du corps (fondée par Jean-Jacques Courtine) explore le corps, de l'Antiquité à l'époque contemporaine, pour dessiner une cartographie de ses territoires et une généalogie de tous ses états. 
Asclepios (fondée par Serge Margel et Eva Yampolsky) publie des textes rares, parfois oubliés, de médecins, de philosophes et de religieux, qui ont marqué l’histoire. 
L’homme des origines (fondée par Marc Groenen) publie des ouvrages de préhistoriens (A. Leroi-Gourhan, Jean Clottes…). 